# Leander Paes
Leander Adrian Paes (* 17. Juni 1973 in Kalkutta) ist ein ehemaliger indischer Tennisspieler. Er war 39 Wochen lang die Nummer 1 der Doppel-Weltrangliste. Paes gewann zwischen 1999 und 2016 insgesamt 18 Grand-Slam-Titel in Doppel und Mixed, wobei er jedes der vier Grand-Slam-Turniere sowohl im Doppel als auch im Mixed mindestens einmal gewann. Besondere Leistungen erbrachte er auch für das indische Davis-Cup-Team.

## Karriere
1990 gewann Paes als Junior das Tennisturnier von Wimbledon, 1991 trug er sich als solcher auch in die Siegerliste der US Open ein. 1990 feierte er gegen Südkorea sein Davis-Cup-Debüt. An der Seite von Ramesh Krishnan gelangen ihm beachtliche Siege in der Davis-Cup-Weltgruppe. Zu nennen ist aber auch die Auseinandersetzung in Frejus (bei Nizza), als Paes mit Siegen im Einzel gegen Arnaud Boetsch und Henri Leconte Indien den Weg zu einem unerwarteten 3:2-Sieg über Frankreich ebnete. Weitere Weltklassespieler wie Jakob Hlasek, Wayne Ferreira, Goran Ivanišević, Jiří Novák oder Jan Siemerink mussten sich Paes im Davis-Cup-Einzel geschlagen geben. Jahrelang sorgte er dafür, dass die indische Mannschaft immer wieder knapp davor stand, in die Weltgruppe zurückzukehren.
Auf der ATP Tour machte er sich im Doppel einen Namen, vor allem an der Seite seines Landsmanns Mahesh Bhupathi. Für den „Indian Express“ stehen 26 ATP-Titel zu Buche. Paes errang neben seinem Einzel-Turniersieg (Newport 1998) 54 Doppeltitel. Den letzten feierte er am 17. Januar 2015 an der Seite des Südafrikaners Raven Klaasen, mit dem er die Doppelkonkurrenz in Auckland gewann. Sein Karriere-Highlight war der Gewinn der Bronzemedaille im Einzel 1996 bei den Olympischen Spielen in Atlanta. Es war die erste olympische Medaille für Indien seit 1980 – und die erste für einen Individualsportler seit 1952. Paes wurde dafür zu Indiens Sportler des Jahres 1996 gewählt und durfte in Sydney bei der Eröffnungsfeier der Spiele 2000 die indische Flagge tragen.
In der jüngeren Vergangenheit trat Paes auch als Mixed-Partner von Martina Navrátilová an, mit der er 2003 die Australian Open und Wimbledon gewann sowie Finalist der French Open war. 2015 gewann er an der Seite von Martina Hingis seinen vierten Mixed-Titel in Wimbledon, seinen insgesamt achten. Es folgten Siege mit Hingis bei den US Open sowie im Jahr darauf bei den French Open, womit Paes den Karriere-Grand-Slam neben dem Herrendoppel nun auch im Mixed komplettierte.
Nach dem Rücktritt von Ramesh Krishnan (nach der 0:5-Niederlage in Zwolle gegen die Niederlande im September 2003) war Paes eine Zeit lang indischer Davis-Cup-Kapitän. Er ist darüber hinaus mit 89 Siegen der erfolgreichste Spieler seines Landes und mit 52 Nominierungen im Davis Cup (zwischen 1990 und 2015), bei denen er immer zum Einsatz kam, zugleich Rekordspieler. Mit einem Dreisatzsieg im Doppel an der Seite von Rohan Bopanna gegen China wurde Leander Paes am 7. April 2018 der alleinige Rekordhalter für Siege in dieser Disziplin im Davis Cup.
2020 trat er vom aktiven Tennis zurück.

## Auszeichnungen
Leander Paes erhielt 1997 den Rajiv Gandhi Khel Ratna, 2001 wurde er zudem mit dem Padma Shri ausgezeichnet. 2014 erhielt er mit dem Padma Bhushan die nächsthöhere Auszeichnung. 2024 wurde er in die International Tennis Hall of Fame aufgenommen.

## Erfolge
| Legende (Anzahl der Siege)                             |
| Grand Slam (18)                                        |
| Tennis Masters Cup / ATP World Tour Finals             |
| ATP Masters Series / ATP World Tour Masters 1000 (13)  |
| ATP International Series Gold / ATP World Tour 500 (6) |
| ATP International Series / ATP World Tour 250 (28)     |
| ATP Challenger Tour (37)                               |

| ATP-Titel nach Belag |
| Hartplatz (39)       |
| Sand (14)            |
| Rasen (10)           |
| Teppich (3)          |

### Einzel

#### Turniersiege

##### ATP World Tour
| Nr. | Datum        | Turnier | Belag | Finalgegner    | Ergebnis |
| --- | ------------ | ------- | ----- | -------------- | -------- |
| 1.  | 6. Juli 1998 | Newport | Rasen | Neville Godwin | 6:3, 6:2 |

##### ATP Challenger Tour
| Nr. | Datum             | Turnier    | Belag     | Finalgegner            | Ergebnis          |
| --- | ----------------- | ---------- | --------- | ---------------------- | ----------------- |
| 1.  | 13. Dezember 1992 | Guangzhou  | Hartplatz | Richard Matuszewski    | 6:3, 6:3          |
| 2.  | 29. Mai 1994      | Bombay (1) | Rasen     | Joost Winnink          | 6:7, 6:3, 6:1     |
| 3.  | 14. August 1994   | Binghamton | Hartplatz | David Witt             | 6:4, 6:2          |
| 4.  | 6. August 1995    | Brasília   | Hartplatz | Roberto Jabali         | 6:1, 5:7, 6:4     |
| 5.  | 24. November 1996 | Mauritius  | Rasen     | Fabrice Santoro        | 7:5, 6:4          |
| 6.  | 8. Mai 1998       | Bangkok    | Hartplatz | Gōichi Motomura        | 6:4, 7:5          |
| 7.  | 6. Februar 1999   | Kalkutta   | Rasen     | Mahesh Bhupathi        | 4:6, 6:4, 6:3     |
| 8.  | 17. April 1999    | Neu-Delhi  | Hartplatz | Mahesh Bhupathi        | 7:5, 6:4          |
| 9.  | 4. Dezember 1999  | Lucknow    | Rasen     | Jamie Delgado          | 7:6, 7:6          |
| 10. | 11. Dezember 1999 | Jaipur     | Rasen     | Barry Cowan            | 7:6, 6:4          |
| 11. | 4. März 2000      | Mumbai (2) | Hartplatz | Dennis van Scheppingen | 7:62, 3:2 Aufgabe |

### Doppel

#### Turniersiege

##### ATP World Tour
| Nr. | Datum              | Turnier              | Belag         | Partner            | Finalgegner                          | Ergebnis              |
| --- | ------------------ | -------------------- | ------------- | ------------------ | ------------------------------------ | --------------------- |
| 1.  | 7. April 1997      | Chennai (1)          | Hartplatz     | Mahesh Bhupathi 1  | Oleg Ogorodov Eyal Ran               | 7:6, 7:5              |
| 2.  | 28. April 1997     | Prag                 | Sand          | Mahesh Bhupathi 2  | Petr Luxa David Škoch                | 6:1, 6:1              |
| 3.  | 28. Juli 1997      | Montreal (1)         | Hartplatz     | Mahesh Bhupathi 3  | Sébastien Lareau Alex O’Brien        | 7:6, 6:3              |
| 4.  | 11. August 1997    | New Haven            | Hartplatz     | Mahesh Bhupathi 4  | Sébastien Lareau Alex O’Brien        | 6:4, 6:7, 6:2         |
| 5.  | 29. September 1997 | Peking               | Hartplatz (i) | Mahesh Bhupathi 5  | Alex O’Brien Jim Courier             | 7:5, 7:6              |
| 6.  | 6. Oktober 1997    | Singapur             | Teppich (i)   | Mahesh Bhupathi 6  | Rick Leach Jonathan Stark            | 6:4, 6:4              |
| 7.  | 5. Januar 1998     | Doha                 | Hartplatz     | Mahesh Bhupathi 7  | Olivier Delaître Fabrice Santoro     | 6:4, 3:6, 6:4         |
| 8.  | 9. Februar 1998    | Dubai (1)            | Hartplatz     | Mahesh Bhupathi 8  | Donald Johnson Francisco Montana     | 6:2, 7:5              |
| 9.  | 6. April 1998      | Chennai (2)          | Hartplatz     | Mahesh Bhupathi 9  | Olivier Delaître Maks Mirny          | 6:7, 6:3, 6:2         |
| 10. | 11. Mai 1998       | Rom                  | Sand          | Mahesh Bhupathi 10 | Ellis Ferreira Rick Leach            | 6:4, 4:6, 7:6         |
| 11. | 5. Oktober 1998    | Schanghai            | Teppich (i)   | Mahesh Bhupathi 11 | Todd Woodbridge Mark Woodforde       | 6:4, 6:7, 7:6         |
| 12. | 2. November 1998   | Paris                | Teppich (i)   | Mahesh Bhupathi 12 | Jacco Eltingh Paul Haarhuis          | 6:4, 6:2              |
| 13. | 5. April 1999      | Chennai (3)          | Hartplatz     | Mahesh Bhupathi 13 | Wayne Black Neville Godwin           | 4:6, 7:5, 6:4         |
| 14. | 24. Mai 1999       | French Open (1)      | Sand          | Mahesh Bhupathi 14 | Goran Ivanišević Jeff Tarango        | 6:2, 7:5              |
| 15. | 14. Juni 1999      | ’s-Hertogenbosch (1) | Rasen         | Jan Siemerink 1    | Ellis Ferreira David Rikl            | kampflos              |
| 16. | 21. Juni 1999      | Wimbledon            | Rasen         | Mahesh Bhupathi 15 | Paul Haarhuis Jared Palmer           | 6:710, 6:3, 6:4, 7:64 |
| 17. | 5. Juli 1999       | Newport              | Rasen         | Wayne Arthurs      | Sargis Sargsian Chris Woodruff       | 6:7, 7:6, 6:3         |
| 18. | 1. Mai 2000        | Orlando (1)          | Sand          | Jan Siemerink 2    | Justin Gimelstob Sébastien Lareau    | 6:3, 6:4              |
| 19. | 9. Oktober 2000    | Tokio                | Hartplatz     | Mahesh Bhupathi 16 | Michael Hill Jeff Tarango            | 6:4, 6:7, 6:3         |
| 20. | 23. April 2001     | Atlanta              | Sand          | Mahesh Bhupathi 17 | Rick Leach David Macpherson          | 6:3, 7:6              |
| 21. | 30. April 2001     | Houston (2)          | Sand          | Mahesh Bhupathi 18 | Kevin Kim Jim Thomas                 | 7:6, 6:2              |
| 22. | 28. Mai 2001       | French Open (2)      | Sand          | Mahesh Bhupathi 19 | Petr Pála Pavel Vízner               | 7:65, 6:3             |
| 23. | 6. August 2001     | Cincinnati           | Hartplatz     | Mahesh Bhupathi 20 | Martin Damm David Prinosil           | 7:6, 6:3              |
| 24. | 31. Dezember 2001  | Chennai (4)          | Hartplatz     | Mahesh Bhupathi 21 | Tomáš Cibulec Ota Fukárek            | 5:7, 6:2, 7:5         |
| 25. | 29. April 2002     | Mallorca             | Sand          | Mahesh Bhupathi 22 | Julian Knowle Michael Kohlmann       | 6:2, 6:4              |
| 26. | 24. Februar 2003   | Dubai (2)            | Hartplatz     | David Rikl 1       | Wayne Black Kevin Ullyett            | 6:3, 6:0              |
| 27. | 3. März 2003       | Delray Beach (1)     | Hartplatz     | Nenad Zimonjić 1   | Raemon Sluiter Martin Verkerk        | 7:5, 3:6, 7:5         |
| 28. | 7. Juli 2003       | Gstaad (1)           | Sand          | David Rikl 2       | František Čermák Leoš Friedl         | 6:3, 6:3              |
| 29. | 7. Juni 2004       | Halle                | Rasen         | David Rikl 3       | Tomáš Cibulec Petr Pála              | 6:2, 7:5              |
| 30. | 5. Juli 2004       | Gstaad (2)           | Sand          | David Rikl 4       | Marc Rosset Stan Wawrinka            | 6:4, 6:2              |
| 31. | 26. Juli 2004      | Toronto (2)          | Hartplatz     | Mahesh Bhupathi 23 | Jonas Björkman Maks Mirny            | 6:4, 6:2              |
| 32. | 13. September 2004 | Delray Beach (2)     | Hartplatz     | Radek Štěpánek 1   | Gastón Etlis Martín Rodríguez        | 6:0, 6:3              |
| 33. | 11. April 2005     | Monte Carlo          | Sand          | Nenad Zimonjić 2   | Bob Bryan Mike Bryan                 | kampflos              |
| 34. | 18. April 2005     | Barcelona            | Sand          | Nenad Zimonjić 3   | Feliciano López Rafael Nadal         | 6:3, 6:3              |
| 35. | 26. September 2005 | Bangkok (1)          | Hartplatz (i) | Paul Hanley        | Jonathan Erlich Andy Ram             | 6:75, 6:1, 6:2        |
| 36. | 19. Juni 2006      | ’s-Hertogenbosch (2) | Rasen         | Martin Damm 1      | Arnaud Clément Chris Haggard         | 6:1, 7:6              |
| 37. | 28. August 2006    | US Open (1)          | Hartplatz     | Martin Damm 2      | Jonas Björkman Maks Mirny            | 6:75, 6:4, 6:3        |
| 38. | 19. Februar 2007   | Rotterdam            | Hartplatz (i) | Martin Damm 3      | Andrei Pavel Alexander Waske         | 6:3, 6:75, [10:7]     |
| 39. | 5. März 2007       | Indian Wells         | Hartplatz     | Martin Damm 4      | Jonathan Erlich Andy Ram             | 6:4, 6:4              |
| 40. | 21. September 2008 | Bangkok (2)          | Hartplatz (i) | Lukáš Dlouhý 1     | Scott Lipsky David Martin            | 6:4, 7:64             |
| 41. | 6. Juni 2009       | French Open (3)      | Sand          | Lukáš Dlouhý 2     | Wesley Moodie Dick Norman            | 3:6, 6:3, 6:2         |
| 42. | 13. September 2009 | US Open (2)          | Hartplatz     | Lukáš Dlouhý 3     | Mahesh Bhupathi Mark Knowles         | 3:6, 6:3, 6:2         |
| 43. | 3. April 2010      | Miami (1)            | Hartplatz     | Lukáš Dlouhý 4     | Mahesh Bhupathi Maks Mirny           | 6:2, 7:5              |
| 44. | 17. Oktober 2010   | Schanghai (1)        | Hartplatz     | Jürgen Melzer      | Mariusz Fyrstenberg Marcin Matkowski | 7:5, 4:6, [10:5]      |
| 45. | 9. Januar 2011     | Chennai (5)          | Hartplatz     | Mahesh Bhupathi 24 | Robin Haase David Martin             | 6:2, 6:73, [10:7]     |
| 46. | 3. April 2011      | Miami (2)            | Hartplatz     | Mahesh Bhupathi 25 | Daniel Nestor Maks Mirny             | 6:75, 6:2, [10:5]     |
| 47. | 21. August 2011    | Cincinnati (2)       | Hartplatz     | Mahesh Bhupathi 26 | Michaël Llodra Nenad Zimonjić        | 7:64, 7:62            |
| 48. | 8. Januar 2012     | Chennai (6)          | Hartplatz     | Janko Tipsarević   | Jonathan Erlich Andy Ram             | 6:4, 6:4              |
| 49. | 28. Januar 2012    | Australian Open      | Hartplatz     | Radek Štěpánek 2   | Bob Bryan Mike Bryan                 | 7:61, 6:2             |
| 50. | 1. April 2012      | Miami (3)            | Hartplatz     | Radek Štěpánek 3   | Daniel Nestor Maks Mirny             | 3:6, 6:1, [10:8]      |
| 51. | 14. Oktober 2012   | Shanghai (2)         | Hartplatz     | Radek Štěpánek 4   | Mahesh Bhupathi Rohan Bopanna        | 6:77, 6:3, [10:5]     |
| 52. | 24. August 2013    | Winston-Salem        | Hartplatz     | Daniel Nestor      | Treat Huey Dominic Inglot            | 7:610, 7:5            |
| 53. | 8. September 2013  | US Open (3)          | Hartplatz     | Radek Štěpánek 5   | Alexander Peya Bruno Soares          | 6:1, 6:3              |
| 54. | 28. September 2014 | Kuala Lumpur         | Hartplatz (i) | Marcin Matkowski   | Jamie Murray John Peers              | 3:6, 7:65, [10:5]     |
| 55. | 17. Januar 2015    | Auckland             | Hartplatz     | Raven Klaasen      | Dominic Inglot Florin Mergea         | 7:61, 6:4             |

##### ATP Challenger Tour
| Nr. | Datum              | Turnier       | Belag         | Partner                   | Finalgegner                             | Ergebnis          |
| --- | ------------------ | ------------- | ------------- | ------------------------- | --------------------------------------- | ----------------- |
| 1.  | 14. August 1992    | New Haven     | Hartplatz     | Todd Nelson               | Jeremy Bates Byron Black                | 7:5, 2:6, 7:6     |
| 2.  | 20. Dezember 1992  | Hongkong      | Hartplatz     | Donald Johnson            | Richard Matuszewski John Sullivan       | 6:2, 7:6          |
| 3.  | 31. Januar 1993    | Bangalore     | Sand          | Donald Johnson            | Sean Cole Andrei Merinow                | 6:4, 6:3          |
| 4.  | 14. Februar 1993   | Wolfsburg     | Teppich (i)   | Donald Johnson            | Jan Apell Michael Mortensen             | 7:6, 6:1          |
| 5.  | 8. Mai 1994        | Manila        | Hartplatz     | Albert Chang              | Richard Matuszewski David Nainkin       | 6:4, 6:4          |
| 6.  | 23. April 1995     | Nagoya        | Hartplatz     | Kevin Ullyett             | Joshua Eagle Andrew Kratzmann           | 7:6, 7:5          |
| 7.  | 25. Juni 1995      | Bogotá        | Sand          | Óscar Ortiz               | Sergio Cortés João Cunha e Silva        | 7:6, 7:6          |
| 8.  | 10. September 1995 | Aruba (1)     | Hartplatz     | Mahesh Bhupathi           | José Antonio Conde Christo van Rensburg | 6:4, 4:6, 7:6     |
| 9.  | 28. April 1996     | Fargʻona      | Hartplatz     | Mahesh Bhupathi           | Geoff Grant Maurice Ruah                | 6:3, 7:6          |
| 10. | 12. Mai 1996       | Jerusalem (1) | Hartplatz     | Neville Godwin            | Noam Behr Eyal Ran                      | 7:6, 7:5          |
| 11. | 8. September 1996  | Aruba (2)     | Hartplatz     | Mahesh Bhupathi           | Sébastien Leblanc Grant Stafford        | 6:2, 6:2          |
| 12. | 15. September 1996 | Chennai       | Hartplatz     | Mahesh Bhupathi           | Sander Groen Oleg Ogorodov              | 7:5, 6:1          |
| 13. | 2. November 1996   | Ahmedabad     | Sand          | Mahesh Bhupathi           | Georg Blumauer Udo Plamberger           | 6:3, 3:6, 6:3     |
| 14. | 12. Oktober 1997   | Singapur      | Teppich (i)   | Mahesh Bhupathi           | Rick Leach Jonathan Stark               | 6:4, 6:4          |
| 15. | 4. Mai 1997        | Prag          | Sand          | Mahesh Bhupathi           | Petr Luxa David Škoch                   | 6:1, 6:1          |
| 16. | 10. Mai 1997       | Jerusalem (2) | Hartplatz     | Mahesh Bhupathi           | Wayne Black Kevin Ullyett               | 6:7, 6:2, 7:6     |
| 17. | 30. April 2000     | Bermuda       | Sand          | Jan Siemerink             | Jeff Coetzee Brent Haygarth             | 6:3, 6:2          |
| 18. | 15. Mai 2016       | Busan         | Hartplatz     | Sam Groth                 | Sanchai Ratiwatana Sonchat Ratiwatana   | 4:6, 6:1, [10:7]  |
| 19. | 31. Juli 2016      | Biella        | Sand          | Andre Begemann            | Andrej Martin Hans Podlipnik-Castillo   | 6:4, 6:4          |
| 20. | 1. April 2017      | León          | Hartplatz     | Adil Shamasdin            | Luca Margaroli Caio Zampieri            | 6:1, 6:4          |
| 21. | 29. April 2017     | Tallahassee   | Sand          | Scott Lipsky              | Máximo González Leonardo Mayer          | 4:6, 7:65, [10:7] |
| 22. | 24. Juni 2017      | Ilkley        | Rasen         | Adil Shamasdin            | Brydan Klein Joe Salisbury              | 2:6, 6:2, [10:8]  |
| 23. | 11. November 2017  | Knoxville     | Hartplatz (i) | Purav Raja                | Jamie Cerretani John-Patrick Smith      | 7:64, 7:64        |
| 24. | 18. November 2017  | Champaign     | Hartplatz (i) | Purav Raja                | Ruan Roelofse Joe Salisbury             | 6:3, 6:75, [10:5] |
| 25. | 27. Januar 2018    | Newport Beach | Hartplatz     | Jamie Cerretani           | Treat Huey Denis Kudla                  | 6:4, 7:5          |
| 26. | 13. Oktober 2018   | Santo Domingo | Sand          | Miguel Ángel Reyes Varela | Ariel Behar Roberto Quiroz              | 4:6, 6:3, [10:5]  |

#### Finalteilnahmen
| Nr. | Datum              | Turnier              | Belag         | Partner          | Finalgegner                           | Ergebnis                  |
| --- | ------------------ | -------------------- | ------------- | ---------------- | ------------------------------------- | ------------------------- |
| 1.  | 20. August 1995    | New Haven            | Hartplatz     | Nicolás Pereira  | Rick Leach Scott Melville             | 6:7, 4:6                  |
| 2.  | 23. November 1997  | Hartford (1)         | Teppich (i)   | Mahesh Bhupathi  | Rick Leach Jonathan Stark             | 3:6, 4:6, 6:76            |
| 3.  | 18. Oktober 1998   | Singapur             | Teppich (i)   | Mahesh Bhupathi  | Todd Woodbridge Mark Woodforde        | 2:6, 3:6                  |
| 4.  | 1. November 1998   | Stuttgart            | Teppich (i)   | Mahesh Bhupathi  | Sébastien Lareau Alex O’Brien         | 3:6, 6:3, 5:7             |
| 5.  | 1. Februar 1999    | Australian Open (1)  | Hartplatz     | Mahesh Bhupathi  | Patrick Rafter Jonas Björkman         | 3:6, 6:4, 4:6, 7:610, 4:6 |
| 6.  | 22. August 1999    | Indianapolis         | Hartplatz     | Olivier Delaître | Paul Haarhuis Jared Palmer            | 3:6, 4:6                  |
| 7.  | 12. September 1999 | US Open (1)          | Hartplatz     | Mahesh Bhupathi  | Sébastien Lareau Alex O’Brien         | 6:77, 4:6                 |
| 8.  | 21. November 1999  | Hartford (2)         | Teppich (i)   | Mahesh Bhupathi  | Sébastien Lareau Alex O’Brien         | 3:6, 2:6, 2:6             |
| 9.  | 17. Dezember 2000  | Bangalore (3)        | Hartplatz     | Mahesh Bhupathi  | Donald Johnson Piet Norval            | 6:78, 3:6, 4:6            |
| 10. | 26. Oktober 2001   | Basel                | Teppich (i)   | Mahesh Bhupathi  | Ellis Ferreira Rick Leach             | 6:73, 4:6                 |
| 11. | 4. November 2001   | Paris                | Teppich (i)   | Mahesh Bhupathi  | Ellis Ferreira Rick Leach             | 6:3, 4:6, 3:6             |
| 12. | 30. März 2003      | Miami (1)            | Hartplatz     | David Rikl       | Roger Federer Maks Mirny              | 6:3, 4:6, 3:6             |
| 13. | 22. Juni 2003      | ’s-Hertogenbosch (1) | Rasen         | Donald Johnson   | Martin Damm Cyril Suk                 | 5:7, 6:74                 |
| 14. | 7. März 2004       | Dubai (1)            | Hartplatz     | Jonas Björkman   | Mahesh Bhupathi Fabrice Santoro       | 2:6, 6:4, 4:6             |
| 15. | 12. September 2004 | US Open (2)          | Hartplatz     | David Rikl       | Mark Knowles Daniel Nestor            | 3:6, 3:6                  |
| 16. | 16. Oktober 2005   | Stockholm            | Hartplatz (i) | Mahesh Bhupathi  | Wayne Arthurs Paul Hanley             | 3:6, 3:6                  |
| 17. | 23. Oktober 2005   | Madrid               | Hartplatz (i) | Mahesh Bhupathi  | Mark Knowles Daniel Nestor            | 6:3, 3:6, 2:6             |
| 18. | 20. November 2005  | Shanghai (4)         | Teppich (i)   | Mahesh Bhupathi  | Michaël Llodra Fabrice Santoro        | 7:66, 3:6, 6:74           |
| 19. | 28. Januar 2006    | Australian Open (2)  | Hartplatz     | Martin Damm      | Bob Bryan Mike Bryan                  | 6:4, 4:6, 3:6             |
| 20. | 7. Januar 2007     | Doha                 | Hartplatz     | Martin Damm      | Michail Juschny Nenad Zimonjić        | 1:6, 6:73                 |
| 21. | 1. April 2007      | Miami (2)            | Hartplatz     | Martin Damm      | Bob Bryan Mike Bryan                  | 7:67, 3:6, [7:10]         |
| 22. | 23. Juni 2007      | ’s-Hertogenbosch (2) | Rasen         | Martin Damm      | Jeff Coetzee Rogier Wassen            | 6:3, 6:75, [10:12]        |
| 23. | 15. Juni 2008      | Halle                | Rasen         | Lukáš Dlouhý     | Michail Juschny Mischa Zverev         | 6:3, 4:6, [3:10]          |
| 24. | 21. Juni 2008      | ’s-Hertogenbosch (3) | Rasen         | Mahesh Bhupathi  | Jürgen Melzer Mario Ančić             | 6:75, 3:6                 |
| 25. | 7. September 2008  | US Open (3)          | Hartplatz     | Lukáš Dlouhý     | Mike Bryan Bob Bryan                  | 6:75, 6:710               |
| 26. | 11. Oktober 2008   | Tokio (1)            | Hartplatz     | Lukáš Dlouhý     | Michail Juschny Mischa Zverev         | 3:6, 4:6                  |
| 27. | 23. Januar 2009    | Auckland             | Hartplatz     | Scott Lipsky     | Martin Damm Robert Lindstedt          | 5:7, 4:6                  |
| 28. | 15. Februar 2009   | Rotterdam            | Hartplatz (i) | Lukáš Dlouhý     | Daniel Nestor Nenad Zimonjić          | 2:6, 5:7                  |
| 29. | 10. Januar 2010    | Brisbane             | Hartplatz     | Lukáš Dlouhý     | Jérémy Chardy Marc Gicquel            | 3:6, 6:75                 |
| 30. | 28. Februar 2010   | Dubai (2)            | Hartplatz     | Lukáš Dlouhý     | Simon Aspelin Paul Hanley             | 2:6, 3:6                  |
| 31. | 5. Juni 2010       | French Open          | Sand          | Lukáš Dlouhý     | Daniel Nestor Nenad Zimonjić          | 5:7, 2:6                  |
| 32. | 19. Juni 2010      | ’s-Hertogenbosch (4) | Rasen         | Lukáš Dlouhý     | Robert Lindstedt Horia Tecău          | 6:1, 5:7, [7:10]          |
| 33. | 29. Januar 2011    | Australian Open (3)  | Hartplatz     | Mahesh Bhupathi  | Bob Bryan Mike Bryan                  | 3:6, 4:6                  |
| 34. | 13. Juni 2011      | Queen’s Club         | Rasen         | Mahesh Bhupathi  | Bob Bryan Mike Bryan                  | 7:62, 6:74, [6:10]        |
| 35. | 8. September 2012  | US Open (4)          | Hartplatz     | Radek Štěpánek   | Bob Bryan Mike Bryan                  | 3:6, 4:6                  |
| 36. | 7. Oktober 2012    | Tokio (2)            | Hartplatz     | Radek Štěpánek   | Bruno Soares Alexander Peya           | 3:6, 6:75                 |
| 37. | 3. August 2014     | Washington           | Hartplatz     | Samuel Groth     | Jean-Julien Rojer Horia Tecău         | 5:7, 4:6                  |
| 38. | 11. Januar 2015    | Chennai              | Hartplatz     | Raven Klaasen    | Lu Yen-hsun Jonathan Marray           | 3:6, 6:74                 |
| 39. | 22. Februar 2015   | Delray Beach         | Hartplatz     | Raven Klaasen    | Bob Bryan Mike Bryan                  | 3:6, 6:3, [6:10]          |
| 40. | 27. August 2016    | Winston-Salem (1)    | Hartplatz     | Andre Begemann   | Guillermo García López Henri Kontinen | 6:4, 6:76, [8:10]         |
| 41. | 25. September 2016 | St. Petersburg       | Hartplatz (i) | Andre Begemann   | Dominic Inglot Henri Kontinen         | 6:4, 3:6, [10:12]         |
| 42. | 3. März 2018       | Dubai (3)            | Hartplatz     | Jamie Cerretani  | Jean-Julien Rojer Horia Tecău         | 6:72, 2:6                 |
| 43. | 24. August 2018    | Winston-Salem (2)    | Hartplatz     | Jamie Cerretani  | Jean-Julien Rojer Horia Tecău         | 4:6, 2:6                  |

### Mixed

#### Turniersiege
| Nr. | Datum              | Turnier             | Belag     | Partnerin           | Finalgegner                           | Ergebnis         |
| --- | ------------------ | ------------------- | --------- | ------------------- | ------------------------------------- | ---------------- |
| 1.  | 3. Juli 1999       | Wimbledon (1)       | Rasen     | Lisa Raymond        | Anna Kurnikowa Jonas Björkman         | 6:4, 3:6, 6:3    |
| 2.  | 26. Januar 2003    | Australian Open (1) | Hartplatz | Martina Navratilova | Eleni Daniilidou Todd Woodbridge      | 6:4, 7:5         |
| 3.  | 5. Juli 2003       | Wimbledon (2)       | Rasen     | Martina Navrátilová | Anastassija Rodionowa Andy Ram        | 6:3, 6:3         |
| 4.  | 7. September 2008  | US Open (1)         | Hartplatz | Cara Black          | Liezel Huber Jamie Murray             | 7:66, 6:4        |
| 5.  | 30. Januar 2010    | Australian Open (2) | Hartplatz | Cara Black          | Jekaterina Makarowa Jaroslav Levinský | 7:5, 6:3         |
| 6.  | 3. Juli 2010       | Wimbledon (3)       | Rasen     | Cara Black          | Lisa Raymond Wesley Moodie            | 6:4, 7:65        |
| 7.  | 31. Januar 2015    | Australian Open (3) | Hartplatz | Martina Hingis      | Kristina Mladenovic Daniel Nestor     | 6:4, 6:3         |
| 8.  | 11. Juli 2015      | Wimbledon (4)       | Rasen     | Martina Hingis      | Tímea Babos Alexander Peya            | 6:1, 6:1         |
| 9.  | 12. September 2015 | US Open (2)         | Hartplatz | Martina Hingis      | Bethanie Mattek-Sands Sam Querrey     | 6:4, 3:6, [10:7] |
| 10. | 3. Juni 2016       | French Open         | Sand      | Martina Hingis      | Sania Mirza Ivan Dodig                | 4:6, 6:4, [10:8] |

#### Finalteilnahmen
| Nr. | Datum              | Turnier             | Belag     | Partnerin           | Finalgegner                        | Ergebnis         |
| --- | ------------------ | ------------------- | --------- | ------------------- | ---------------------------------- | ---------------- |
| 1.  | 8. September 2001  | US Open (1)         | Hartplatz | Lisa Raymond        | Rennae Stubbs Todd Woodbridge      | 4:6, 7:5, 6:79   |
| 2.  | 31. Januar 2004    | Australian Open (1) | Hartplatz | Martina Navratilova | Jelena Bowina Nenad Zimonjić       | 1:6, 6:73        |
| 3.  | 5. Juni 2005       | French Open         | Sand      | Martina Navrátilová | Daniela Hantuchová Fabrice Santoro | 6:3, 3:6, 2:6    |
| 4.  | 8. September 2007  | US Open (2)         | Hartplatz | Meghann Shaughnessy | Wiktoryja Asaranka Maks Mirny      | 4:6, 6:76        |
| 5.  | 4. Juli 2009       | Wimbledon (1)       | Rasen     | Cara Black          | Anna-Lena Grönefeld Mark Knowles   | 5:7, 3:6         |
| 6.  | 13. September 2009 | US Open (3)         | Hartplatz | Cara Black          | Carly Gullickson Travis Parrott    | 2:6, 4:6         |
| 7.  | 28. Januar 2012    | Australian Open (2) | Hartplatz | Jelena Wesnina      | Bethanie Mattek-Sands Horia Tecău  | 3:6, 7:5, [3:10] |
| 8.  | 7. Juli 2012       | Wimbledon (2)       | Rasen     | Jelena Wesnina      | Lisa Raymond Mike Bryan            | 3:6, 7:5, 4:6    |

## Abschneiden bei bedeutenden Turnieren

### Doppel
Die Tabelle listet die Ergebnisse der Grand-Slam-Turniere, der ATP Finals, der Olympischen Spiele, des Davis Cups und der Masters-Turniere auf.
| Turnier           | 2019 | 2018 | 2017 | 2016 | 2015 | 2014 | 2013 | 2012 | 2011 | 2010 | 2009 | 2008 | 2007 | 2006 | 2005 | 2004 | 2003 | 2002 | 2001 | 2000 | 1999 | 1998 | 1997 | 1996 | 1995 | 1994 | 1993 | 1992 | 1991 | Karriere |
| ----------------- | ---- | ---- | ---- | ---- | ---- | ---- | ---- | ---- | ---- | ---- | ---- | ---- | ---- | ---- | ---- | ---- | ---- | ---- | ---- | ---- | ---- | ---- | ---- | ---- | ---- | ---- | ---- | ---- | ---- | -------- |
| Australian Open   | 1    | AF   | 1    | 1    | 2    | VF   | 1    | S    | F    | VF   | HF   | 2    | AF   | F    | —    | 1    | VF   | 2    | 1    | 1    | F    | HF   | 1    | —    | VF   | 2    | —    | —    | —    | 1 × S    |
| French Open       | 2    | —    | 2    | VF   | AF   | —    | 2    | 2    | 2    | F    | S    | AF   | 2    | 1    | VF   | 2    | HF   | HF   | S    | 1    | S    | HF   | 2    | —    | —    | —    | —    | —    | —    | 3 × S    |
| Wimbledon         | 1    | —    | 1    | 2    | AF   | HF   | HF   | AF   | 2    | 2    | 1    | HF   | VF   | HF   | VF   | 2    | HF   | 1    | 1    | —    | S    | 2    | 1    | 2    | —    | AF   | 1    | —    | —    | 1 × S    |
| US Open           | 1    | 1    | 2    | 1    | 2    | AF   | S    | F    | VF   | 1    | S    | F    | 1    | S    | 1    | F    | —    | 2    | 1    | 1    | F    | HF   | HF   | —    | 1    | 2    | HF   | —    | —    | 3 × S    |
| ATP Finals        | —    | —    | —    | —    | —    | —    | RR   | HF   | HF   | RR   | RR   | RR   | HF   | HF   | F    | —    | —    | —    | RR   | F    | F    | RR   | F    | —    | —    | —    | —    | —    | —    | 4 × F    |
| Indian Wells      | —    | —    | 1    | —    | AF   | VF   | —    | VF   | AF   | 1    | AF   | VF   | S    | AF   | VF   | 1    | HF   | 1    | 1    | AF   | HF   | —    | 1    | 1    | —    | —    | —    | —    | —    | 1 × S    |
| Miami             | —    | —    | —    | —    | 1    | 1    | AF   | S    | S    | S    | AF   | VF   | F    | —    | 1    | VF   | F    | 2    | —    | 2    | —    | 2    | 2    | 2    | 1    | 2    | —    | —    | —    | 3 × S    |
| Monte Carlo       | —    | —    | —    | —    | AF   | —    | VF   | VF   | —    | AF   | HF   | AF   | —    | AF   | S    | —    | AF   | 1    | HF   | —    | AF   | HF   | —    | —    | —    | —    | —    | —    | —    | 1 × S    |
| Madrid            | —    | —    | —    | —    | AF   | —    | AF   | VF   | —    | HF   | —    | AF   | AF   | AF   | F    | AF   | —    | AF   |      |      |      |      |      |      |      |      |      |      |      | 1 × F    |
| Rom               | —    | —    | —    | —    | AF   | —    | AF   | AF   | AF   | VF   | VF   | AF   | HF   | AF   | VF   | AF   | AF   | 1    | 1    | —    | —    | S    | —    | —    | —    | —    | —    | —    | —    | 1 × S    |
| Hamburg           |      |      |      |      |      |      |      |      |      |      |      | HF   | —    | —    | HF   | HF   | HF   | AF   | 1    | —    | AF   | —    | —    | —    | —    | —    | —    | —    | —    | 4 × HF   |
| Kanada            | —    | —    | —    | —    | AF   | AF   | AF   | HF   | AF   | AF   | —    | HF   | VF   | HF   | AF   | S    | VF   | VF   | 1    | —    | VF   | HF   | S    | —    | —    | —    | —    | —    | —    | 2 × S    |
| Cincinnati        | —    | —    | 1    | —    | VF   | AF   | VF   | AF   | S    | AF   | AF   | VF   | HF   | HF   | VF   | VF   | AF   | 1    | S    | —    | AF   | —    | VF   | —    | —    | —    | 1    | —    | —    | 2 × S    |
| Stockholm         |      |      |      |      |      |      |      |      |      |      |      |      |      |      |      |      |      |      |      |      |      |      |      |      |      | —    | —    | —    | —    | —        |
| Essen             |      |      |      |      |      |      |      |      |      |      |      |      |      |      |      |      |      |      |      |      |      |      |      |      | —    |      |      |      |      | —        |
| Stuttgart         |      |      |      |      |      |      |      |      |      |      |      |      |      |      |      |      |      |      | VF   | —    | —    | F    | VF   | —    |      |      |      |      |      | 1 × F    |
| Shanghai          | —    | —    | —    | —    | AF   | AF   | AF   | S    | HF   | S    | —    |      |      |      |      |      |      |      |      |      |      |      |      |      |      |      |      |      |      | 2 × S    |
| Paris             | —    | —    | —    | —    | 1    | VF   | AF   | AF   | AF   | VF   | AF   | AF   | 1    | —    | AF   | AF   | —    | AF   | F    | —    | —    | S    | AF   | —    | —    | —    | —    | —    | —    | 1 × S    |
| Olympische Spiele |      |      |      | 1    |      |      |      | AF   |      |      |      | VF   |      |      |      | HF   |      |      |      | AF   |      |      |      | AF   |      |      |      | VF   |      | 1 × HF   |
| Davis Cup         | —    | —    | —    | PO   | PO   | PO   | —    | —    | —    | 1    | —    | PO   | —    | —    | PO   | —    | —    | PO   | PO   | —    | —    | 1    | 1    | VF   | PO   | 1    | HF   | PO   | PO   | 1 × HF   |

Zeichenerklärung: S = Turniersieg; F, HF, VF, AF = Einzug ins Finale, Halb-, Viertel-, Achtelfinale; 1, 2, 3 = Ausscheiden in der 1., 2., 3. Haupt- / Finalrunde; Q1, Q2, Q3 = Ausscheiden in der 1., 2. 3. Qualifikationsrunde; RR = Round Robin (Gruppenphase); nicht ausgetragen oder andere Kategorie; PO (Playoff), P2 = Auf-/Abstiegsrunde zur Weltgruppe I/II im Davis Cup; W2 = Teilnahme in der Weltgruppe II